# Bileh Savar (shahrestan)
Bileh Savar persiska: بيلِه سوار, eller Shahrestan-e Bileh Savar (شهرستان بيلِه سوار) är en delprovins (shahrestan) i Iran. Den ligger i provinsen Ardabil, i den nordvästra delen av landet, 500 km nordväst om huvudstaden Teheran. Administrativ huvudort är Bileh Savar.
Delprovinsen hade 51 404 invånare 2016.